# 粢饭糕
粢饭糕（拼音：zī fàn gāo；吴语苏沪嘉小片发音：tshy vae kau）是一種流行于江南一带的传统小吃，属油炸类糕点，因其做法也可称为油氽粢饭糕，南方其他地区称之为炸糍粑。粢饭糕外层呈金黄色，内层为雪白的软糯糍饭，咬起来喷香松脆。

## 起源与传说
相传春秋战国时期，伍子胥为了让吴国百姓在战乱中免受饥荒之苦，在苏州相门城下埋下了用熟糯米压制成的砖石城基作为备荒粮。在伍子胥去世后不久，越王勾践举兵伐吴，吴国城民在都城被团团围住之时，挖出了糯米砖石拙起，敲碎，重新蒸煮，分而食之。此后，人们每到丰年年底，便要用糯米制成像当年城砖一样的糍粑，以此来祭奠伍子胥。至今，糍粑仍是南方各地人民每年春节前必做的美食，而炸糍粑也是其中的一种烹饪方式，多用于早餐。

## 早餐文化

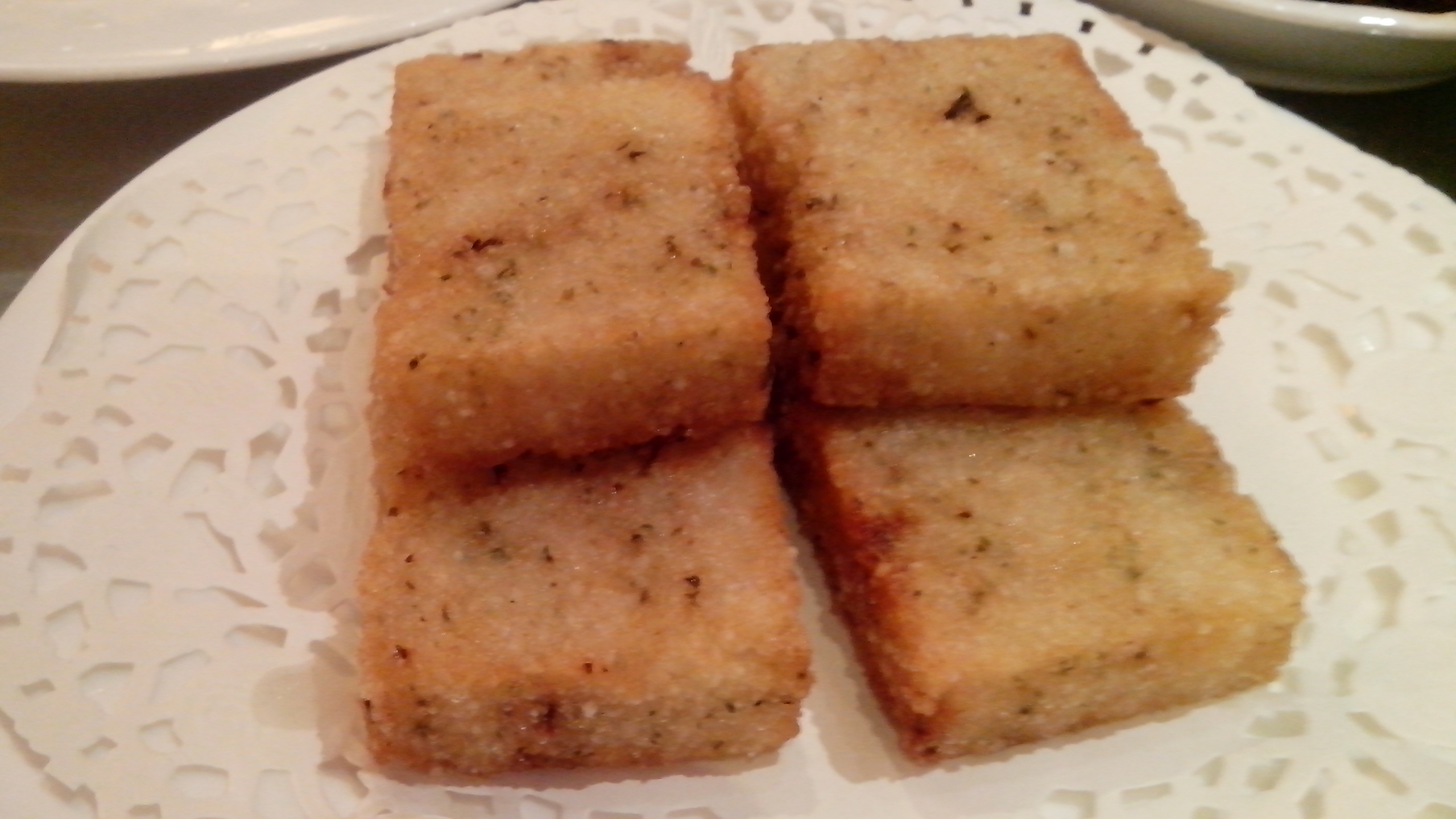
上海一中餐馆烹饪的粢饭糕

粢饭糕是江南地区十分流行的传统早点，形状为长方形，厚约三四分，像一副没拆封的扑克牌。上海传统早餐以「四大金刚」“大饼、油条、粢饭、豆浆”而闻名，据另一种说法，是将粢饭糕取代粢饭排入「四大金刚」之列，可见其在上海的受欢迎程度，粢饭糕为干货一般配豆浆享用。
由于同为油炸类早餐，因此做粢饭糕的早点摊往往和油条摊并存。中式快餐店内难觅粢饭糕的踪迹，但是中餐馆里却越来越多地将粢饭糕列为点心，切得更为精致，卖相更佳。粢饭糕的另一个传统是，主妇往往是用家中的隔夜剩饭，第二天清早烹饪油氽成粢饭糕。

## 做法与流程
粢饭糕用糯米和秈米按一定比例配制，糯米是软的，秈米是硬的。加盐，加葱花，用铜铲搅拌至起韧头，随后倒入容器中压实压平，放上数小时倒出切片，放入油锅中炸至金黄。

## 配料
粢饭糕每100克的卡路里含量高达429大卡，属于热量较高的煎炸类食品。作为早餐的粢饭糕一般不用配蘸料，但中餐馆内作为点心售卖的粢饭糕食用更为考究，一般搭配醋、酱油等蘸料。一些店家在粢饭中加入若干配料，开发出了苔条粢饭糕、葱香粢饭糕、芝麻粢饭糕等更为精致的品种。

## 图片册

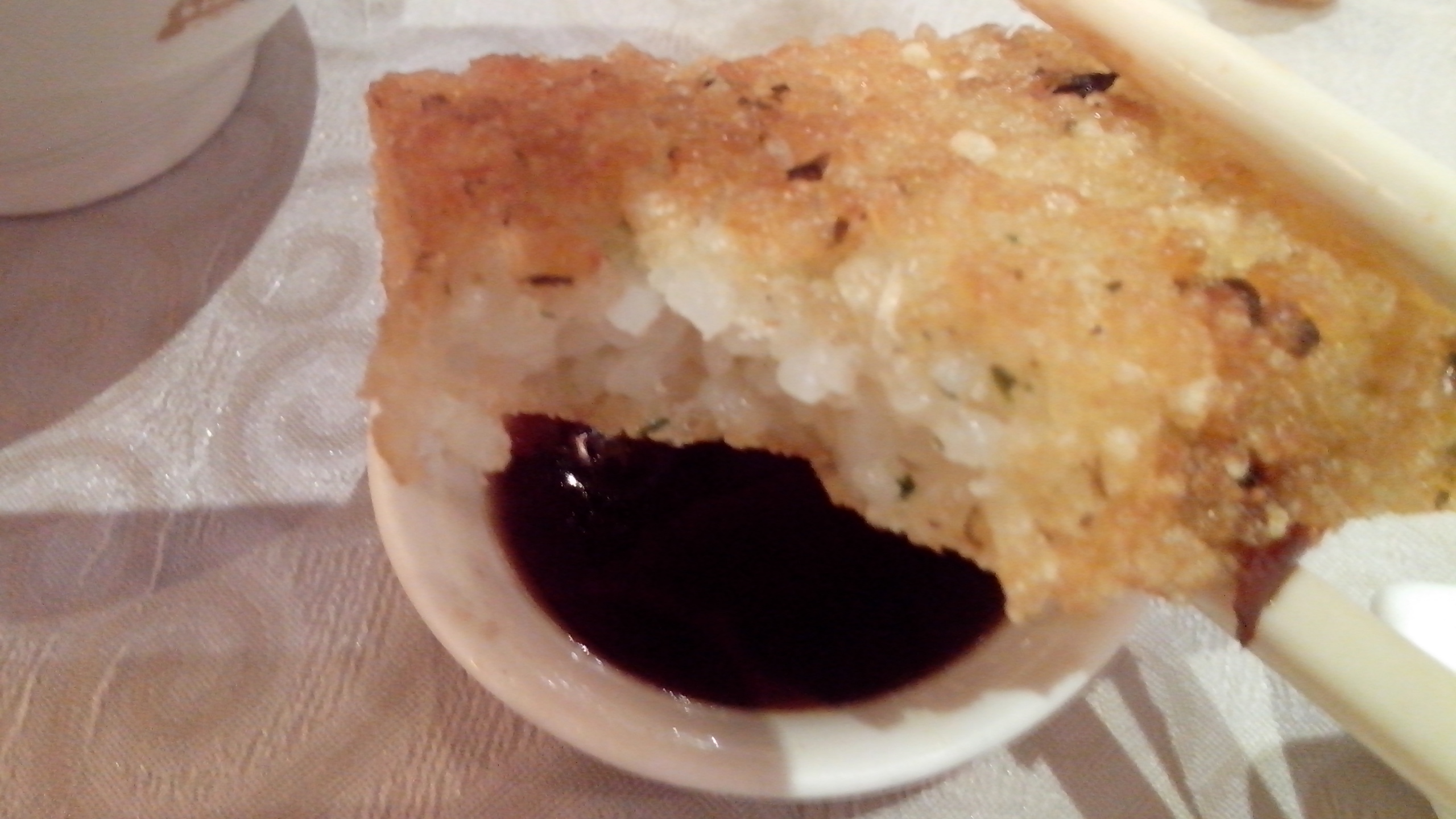
咬了一口的粢饭糕，配醋享用
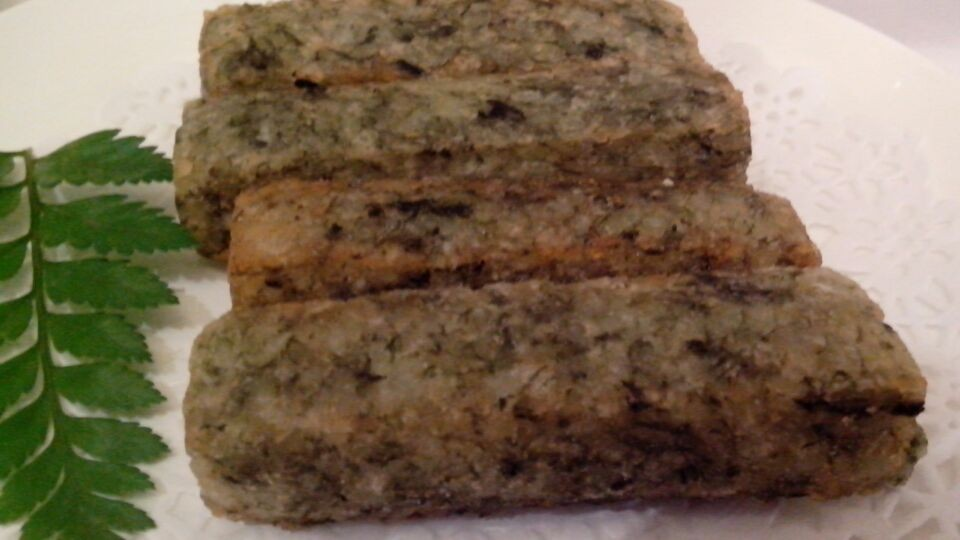
苔条粢饭糕